# سكر سداسي ألديهيدي
السكر السداسي الألديهيدي (بالإنجليزية: Aldohexose)‏ هو سكر سداسي يمتلك مجموعة ألديهيد في أحد طرفي السلسلة الخطية المفتوحة له. السكريات السداسية الألديهيدية تمتلك أربعة مراكز لا تناظر مما يعني وجود 16 متصاوغا فراغيا محتملا (24).من هذه المتصاوغات الستة عشر فقط ثلاثة منها توجد بشكل شائع في الطبيعة:D-غلوكوز ، D-غلاكتوز ، D-مانوز.التوزع الفراغي D أو L (بالإنجليزية: D/L configuration)‏ يعتمد على توجه مجموعة الهيدروكسيل على ذرة الكربون رقم 5 ولا يشير إلى النشاط البصري.
هناك ثمانية سكريات سداسية ألديهيدية من النوع D -كما هو موضح في الصورة- وثمانية سكريات سداسية ألديهيدية من النوع L تمثل الالمتصاوغات المرآتية للسكريات الثمانية السابقة من النوع D أي أنها عبارة عن انعكاس السكريات الثمانية السابقة المناظرة لها في المرآة.

D-أللوز
D-ألتروز
D-غلوكوز
D-مانوز
D-غولوز
D-آيدوز
D-غلاكتوز
D-تالوز

الكيميائي إميل فيشر معروف عنه أنه ابتكر الأداة التالية المساعدة على التذكر لتذكر ترتيب السكريات الواردة في الأعلى التي تناظر التوزع الفراغي حول مركز اللاتناظر عندما ترتب في سلسلة ثنائية من صفين حيث أن الأحرف الأولى المظللة بالغامق تشير إلى أسماء السكريات السابقة باللغة الإنجليزية والجملة المساعدة على التذكر هي:All altruists gladly make gum in gallon tanks.

## سكريات سداسية ألديهيدية منقوصة الأكسجين
السكريات السداسية الألديهيدية يمكن أن تستبدل مجموعة هيدروكسيل واحدة أو أكثر منها لتحل محلها ذرات هيدروجين لتكوين السكريات السداسية الألديهيدية منقوصة الأكسجين. السكريات التالية هي حالات معروفة جيدا ومشهورة لمثل هذه المركبات:
- L-فوكوز (6-ديوكيسي-L-غلاكتوز).
- L-رامنوز (6-ديوكسي-L-مانوز).
- D-كوينوفوز (6-ديوكسي-D-غلوكوز) -توجد كجزء من الليبيدات الكبريتية كالسولفوكوينوفوسايل ثنائي أسيلغليسرول.
- L-نيوموز (6-ديوكسي-L-تالوز).